# Arista (arquitectura)

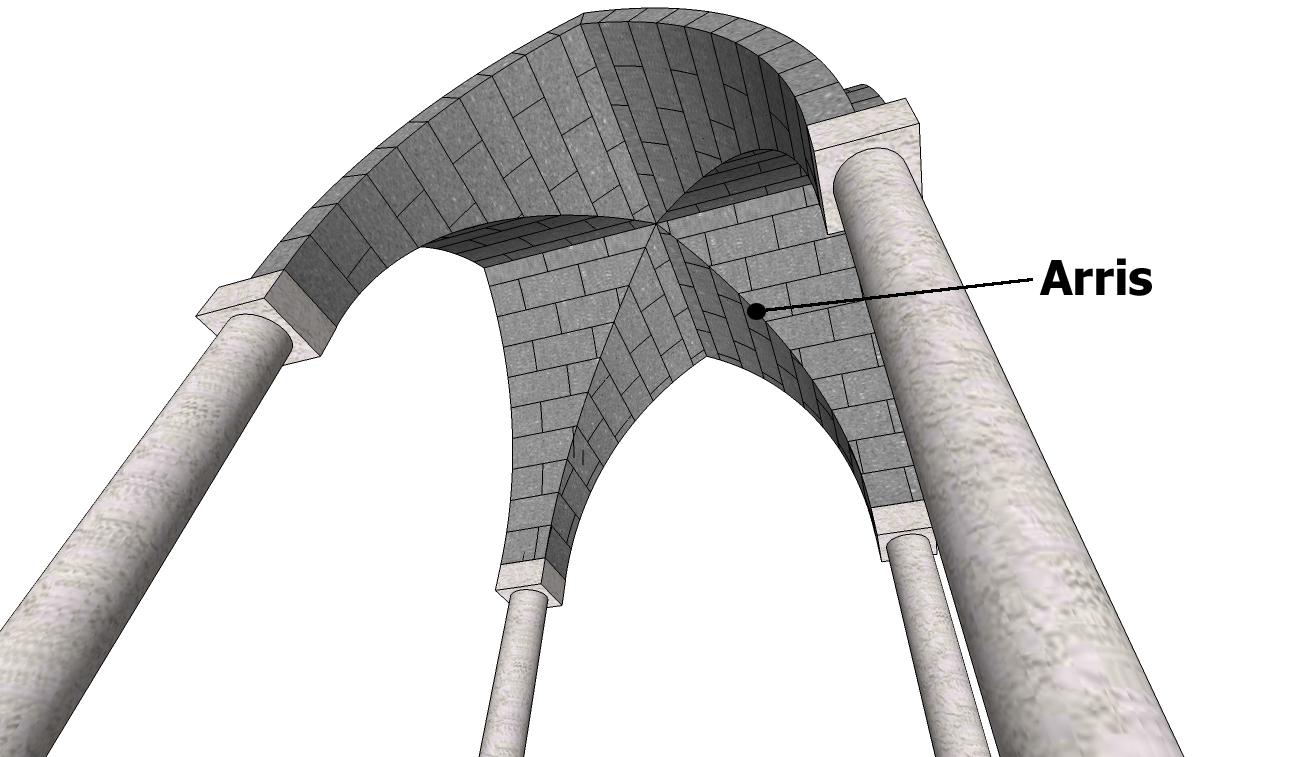
Parte inferior de una bóveda de crucería que muestra el "arris" o arista

En arquitectura, una arista es el borde afilado formado por la intersección de dos superficies, como la esquina de una unidad de mampostería, el borde de una madera en entramado de madera, la unión entre dos planos de yeso o cualquier intersección de detalles arquitectónicos divergentes. El término también se refiere a los bordes elevados que separan las estrías en una columna dórica.

## Origen del término y otros usos
El término arista proviene del latín arista, que significa barba, espiga o espina de pescado. [cita requerida]
Un riel de arista es un elemento estructural, cuya sección transversal es un triángulo rectángulo isósceles de 45 grados.[cita requerida]
Los rieles de arista generalmente están hechos de madera y se fabrican cortando un trozo de madera de sección cuadrada a lo largo en diagonal. Se utilizan para estructuras que requieren unir dos vigas en ángulo recto; por ejemplo, conectando postes y vigas de madera.[cita requerida]
Otro uso común del término se refiere a los rieles horizontales de las cercas de madera, cuyos bordes diagonales impiden que el agua se acumule en la parte superior de la madera, evitando así que se pudra. También agrega un elemento de seguridad, ya que la valla es más difícil de escalar.[cita requerida]
En el siglo XVI, el arquitecto italiano Cosimo Bartoli junto a varios otros escritores hicieron referencia a la arista en L'architettura , en donde escribieron sobre sus usos y funciones.